# Долгоруков, Пётр Петрович (младший)
О его отце, генерале от инфантерии, см. Долгоруков, Пётр Петрович (1744-1815)
Пётр Петрович Долгоруков (19 декабря 1777 — 8 декабря 1806) — один из приближенных императора Александра I, генерал-адъютант, генерал-майор из рода Долгоруковых.

## Биография
Второй сын генерала от инфантерии князя Петра Петровича Долгорукова и княгини Анастасии Симоновны, урожденной Лаптевой. Мать его была женщиной большого ума, сумевшая дать всем своим сыновьям (Владимиру, Петру и Михаилу) очень солидное по тому времени образование.
В марте 1778 записан в лейб-гвардии Измайловский полк. Службу начал в январе 1792 капитаном в Московском гренадерском полку. В июне 1793 в чине премьер-майора назначен адъютантом к своему двоюродному дяде — генерал-аншефу кн. Ю. В. Долгорукову. В ноябре 1795 переведен в гарнизонный полк в Москве с производством в подполковники. В мае 1797 получил чин полковника.
В сентябре 1798 назначен комендантом г. Смоленска с производством в генерал-майоры; за три месяца привел в порядок запущенные дела, послал донесение о преданности смоленского дворянства престолу, чем обратил на себя внимание императора Павла I, который назначил его (в возрасте 21 года) генерал-адъютантом.
С воцарением Императора Александра І князь Петр Петрович сразу выдвигается среди сотрудников первых лет его царствования. В 1802 г. он ревизовал губернии Гродненскую и Виленскую, два раза ездил в Берлин с целью скрепить дружеские отношения России с Пруссией; сумел предотвратить разрыв со Швецией, куда был послан для устранения возникших несогласий касательно финляндских границ.
В 1805 году, когда началась война с Францией, опять ездил в Берлин, чтобы убедить прусского короля действовать заодно с Россией и Австрией. Перед Аустерлицким сражением Наполеон послал к императору Александру генерала Савари, с предложением свидания. Александр вместо себя отправил Долгорукова. Наполеон встретил его чрезвычайно любезно; но князь Петр Петрович, принадлежавший к сторонникам войны и уверенный в непобедимости русских войск, держал себя гордо и заносчиво, отклонял все предложения Наполеона и предъявлял свои в весьма решительной форме.

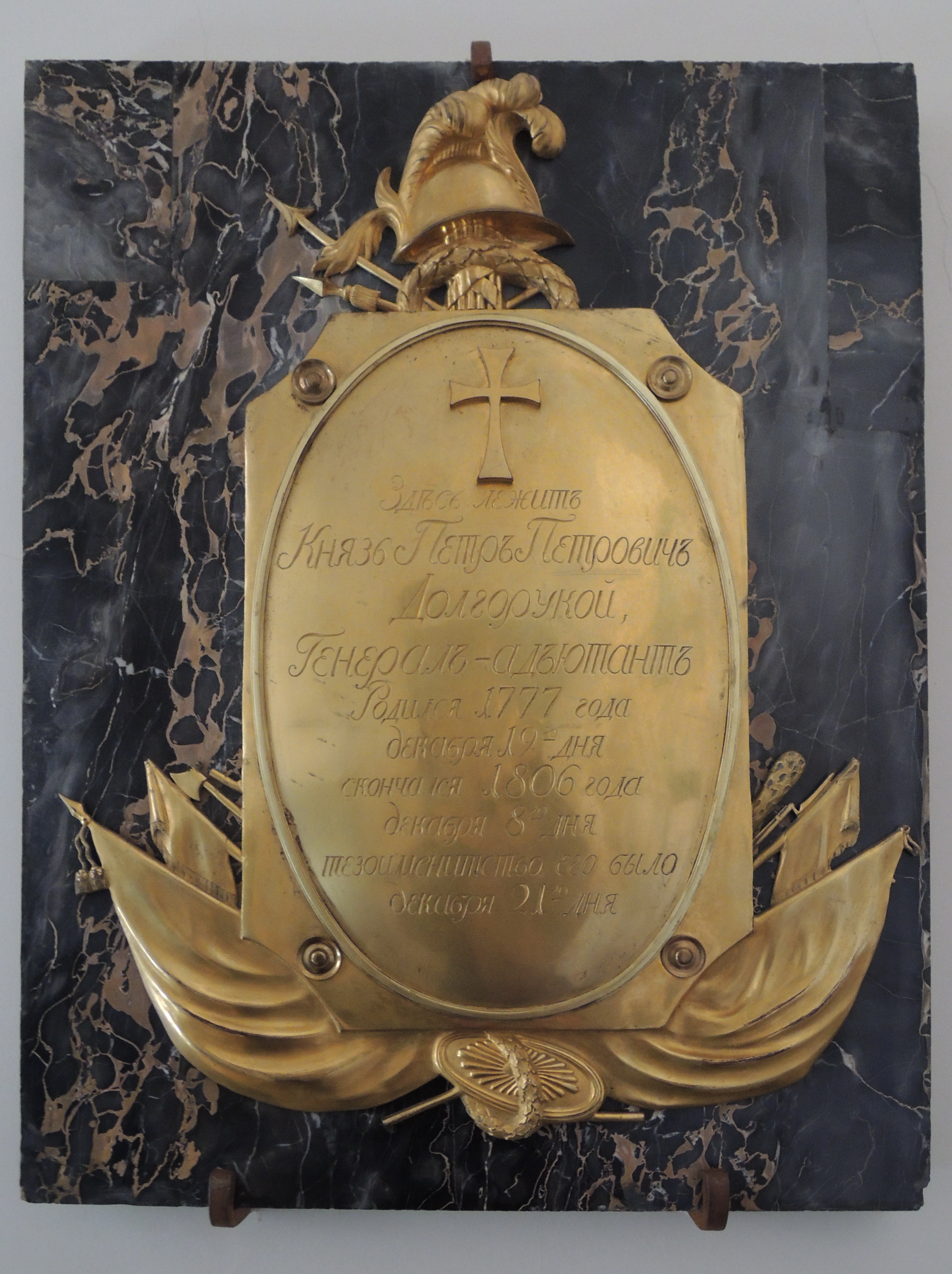

После переговоров Долгоруков сообщил императору Александру I, что Наполеон боится сражения с русской армией, и вопреки мнению генерала от инфантерии М. И. Голенищева-Кутузова настоял на сражении (в дальнейшем в военных и дворянских кругах Долгорукова считали одним из главных виновников поражения русско-австрийской армии). В Аустерлицкой битве Долгоруков командовал пехотой в корпусе князя Багратиона, выказал большую храбрость, несколько раз отражал атаки неприятеля. На другой день после сражения он был послан в Берлин для побуждения короля прусского к скорейшему объявлению войны Наполеону.
Осенью 1806 года государь поручил ему осмотреть армию, собранную на юге для действий против Турции. Не успев еще окончить осмотра, он получил приказание немедленно прибыть в Петербург для обсуждения мер, которые необходимо было предпринять в виду разгрома Наполеоном прусской армии под Иеной.
Долгоруков поскакал в Петербург с такой поспешностью, что адъютанты отстали от него на несколько переездов. Прискакав в столицу, усталый и разбитый, он тотчас был принят государем и имел с ним долгое совещание. В тот же вечер Долгоруков заболел. Он занимал помещение в Зимнем дворце. Доктора не смогли справиться с его болезнью, которая была признана горячкой на тифозной почве. Через неделю, 8 декабря 1806 года, он умер. Похоронен в Александро-Невской Лавре.

## Образ в кино
- «Битва при Аустерлице» (Франция, Италия, Югославия, 1960) — актёр Клод Конти;
- «Александр I» (сериал, Россия, 2025) — Филипп Ершов.